# Catedral de Luleå
La catedral de Luleå (en sueco: Luleå domkyrka) es sede de la diócesis del mismo nombre, en la Iglesia de Suecia. Es la catedral sueca más norteña y también la más nueva.
En el sitio donde se ubica la catedral hubo un templo de madera consagrado en 1667, y posteriormente la iglesia de Gustavo, del siglo XVIII. Esta última iglesia fue destruida, junto con buena parte de la ciudad, en el incendio de 1887.
El templo actual fue construido en ladrillo a finales del siglo XIX por el arquitecto Adolf Emil Melander, con un estilo neogótico. Fue consagrado en 1893 y originalmente fue llamado iglesia de Óscar Federico, en honor al rey Óscar II de Suecia.
La catedral experimentó cambios importantes en la década de 1930, que resultaron en un interior más iluminado y sencillo. Se derribaron muros y el interior se pintó de blanco, abandonando la profusa decoración anterior. Nuevas remodelaciones tuvieron lugar en la década de 1980 y en 2004. El estilo original de la catedral se conserva sobre todo en su fachada principal.
La catedral tiene un plano en forma de cruz, con una sola nave. La torre campanario se encuentra en la entrada principal y es una estructura masiva de 60 m, que domina el horizonte de la ciudad.